# それでも、愛してる
『それでも、愛してる』（それでもあいしてる、The Beaver）は、2011年のアメリカ合衆国のドラマ映画。
後年のインタビューで、フォスターは本作を自身のキャリアベストだと語っている。

## 物語
鬱症状を抱えた玩具会社社長、ウォルターのもとから、ふたりの息子と妻メレディスは別居していった。為す術もなく自殺に走ったウォルターであったが、彼の手にしたビーバーの腹話術人形の語る言葉がその命を救った。その日よりビーバーが彼の代弁者となり、家族問題や窮地に陥った会社の経営方針に口出しを始めた。ビーバーは宿主であるウォルターに似ぬ積極的な発言で、一躍彼を会社の救い主に祭り上げる。だが、所詮はウォルターの分身に過ぎないビーバーの言葉は家庭をも救うことはできず、息子たちとのあいだの溝は深まる。そして自分と家族たちとの絆を取り戻すべく、ウォルターは人形をはめ込んだ片腕を回転ノコギリの前に置くのだった。

## キャスト
- ウォルター・ブラック - メル・ギブソン

2年前に父から玩具会社を受け継ぎ、CEO(最高経営責任者)に就任した。うつ病を患っておりこれまでに色々な治療法を試したが効果がない状態。会社は父がCEOだった頃はそこそこの売上を得ていたが、現在は良くない経営状態が続いている。自身に大した手腕もなく社長の息子というだけで会社を継いだことを自認している。後日新しいおもちゃ「ビーバーの木工セット」を考案する。
ビーバー…ウォルターが左手に着け始めた、ビーバーを模したパペット。ある日この人形が市内のゴミ箱に捨てられていた所、偶然通りかかったウォルターに拾われる。ウォルターは左手にはめたビーバーの口を手で動かしながら、これまで病気のせいで言えなかった自分の気持ちや考えをその都度腹話術の要領で話し始める。
- メレディス・ブラック - ジョディ・フォスター

ウォルターの妻。家事をこなしながら自宅でエンジニアの仕事をしており、深夜まで会議をしたり遊園地のアトラクションの設計などを担当している。家族思いな性格で2年前の元気だった頃のウォルターを取り戻してもらいたいと夫を支えてきたが、最近は疲れにより彼の病気から目を背けている状態。ビーバーを使って人とのコミュニケーションを始めたウォルターの行動を一応受け入れるが、この治療行為がいつまで続くのか不安を感じ始める。
- ポーター・ブラック - アントン・イェルチン

ウォルターの上の息子。高校生で卒業後はブラウン大学への入学が決まっている。父のようなうつ病になることを恐れ、父と同じ癖を見つけるたびにメモに書いて自室の壁に貼ってそれらを辞めようとしている。ストレスを感じると自室の壁に頭を打ち付ける自傷行為をして発散させている。文才があり、学校で教師に見つからないよう成績が悪い生徒などからの依頼を受けて、優れたレポートを代筆して小遣い稼ぎしている。ビーバーを使って話し始めたウォルターを見下し、心の中で距離を持った対応をするようになる。ノラに好意を寄せ始める。
- ヘンリー・ブラック - ライリー・トーマス・スチュワート

ウォルターの下の息子。年は小学校低学年ぐらい。髪型など見た目が女の子っぽいとの理由で同級生たちにからかわれている。病気の影響でウォルターとの会話がなくなったことに不満を持っていたが、幼さもあってビーバーを持って話し始めた父をすぐに打ち解け会話を楽しむようになる。自身との会話により、その後ウォルターが新しいおもちゃ作りのヒントを得る。
- ノラ - ジェニファー・ローレンス

ポーターが通う高校の同級生で、チアリーダー部に所属。学校の総代に選ばれるほど成績優秀だが、周りから「成績の割に卒業スピーチはこの程度か」とがっかりされるのが不安でポーターにスピーチ原稿の代筆を依頼する。ポーターとはこれまでに接点がなくこの代筆を頼んだ時に初めて会話する。趣味は、カラースプレーによる壁などへの落書き(詳しくはタギングを参照。)で本人は芸術として認識しているが、中学2年生の頃に警察に見つかりそれ以来描いていない。数年前に違法薬物が原因で兄を亡くしている。
- モルガン・ニューウェル副社長 - チェリー・ジョーンズ

ウォルターの職場の右腕的存在。優秀な人物でウォルターから「私よりはるかに能力がある」と評され、頼りにされている。ある日会社にビーバーを手に身につけたウォルターから「今日からCEOはこのビーバーだ」と告げられ、他の社員と共に驚く。しかし直後告げられたウォルターの社内改革に感心し、後日「ビーバーの木工セット」を発案した彼を支えるようになる。

## 評価
レビュー・アグリゲーターのRotten Tomatoesでは185件のレビューで支持率は62%、平均点は6.10/10となった。Metacriticでは40件のレビューを基に加重平均値が60/100となった。